# Sur la terre des dinosaures (film)
Cet article concerne le film. Pour l'article sur la série documentaire, voir Sur la terre des dinosaures.
Pour plus de détails, voir Fiche technique et Distribution.
Sur la terre des dinosaures est un film d'animation américano-britanno-australien réalisé par Neil Nightingale et Barry Cook et sorti en 2013. Il tire son nom de la série télévisée documentaire diffusée en 1999 sur la BBC

## Synopsis
Située il y a 70 millions d'années, au temps où les dinosaures régnaient en maitres sur terre, notre histoire suit les aventures de Patchi (un Pachyrhinosaurus), le dernier né de sa famille. Sur le long chemin qui le mènera vers l’âge adulte, il devra, accompagné de Juniper, une femelle de son espèce, d'Alex, un Alexornis, ainsi que son frère Scowler, survivre dans un monde sauvage et imprévisible...
Source : Lepetitbulletin

## Fiche technique
- Titre : Sur la terre des dinosaures
- Titre original : Walking with Dinosaurs
- Titre québécois : Sur la Terre des Dinosaures: Le Film
- Réalisation : Neil Nightingale et Barry Cook (en)
- Scénario : John Collee
- Musique : Paul Leonard-Morgan
- Orchestration : Matt Dunkley, Richard Bronskill
- Orchestration Additionnelle : David Foster
- Photographie : John Brooks
- Montage : John Carnochan
- Producteur : Amanda Hill, Deepak Nayar et Mike Devlin
  - Coproducteur : Dana Belcastro
  - Producteur délégué : Marcus Arthur, Stuart Ford, Miles Ketley, Zareh Nalbandian et David Nicksay
  - Producteur exécutif : Trevor Haysom et Richard Fletcher
  - Producteur associé : Stephen McDonogh et Martyn Freeman
- Production : 20th Century Fox, BBC Worldwide, Evergreen Pictures et Reliance Entertainment
- Distribution : 20th Century Fox
- Pays de production :  Royaume-Uni,  États-Unis,  Australie
- Durée : 87 minutes
- Genre : Film d'animation
- Dates de sortie :
  - France,  Belgique : 18 décembre 2013
  - Royaume-Uni : 19 décembre 2013
  - États-Unis, Japon : 20 décembre 2013
  - Australie : 9 janvier 2014

## Distribution

### Voix originales
- Charlie Rowe : Ricky
- John Leguizamo  : Alex
- Karl Urban : Oncle Zack
- Justin Long : Pachi
- Tiya Sircar : Juniper
- Skyler Stone : Scowler
- Angourie Rice : Jade
- Michael Leone : Zack

### Voix françaises
- Brice Ournac : Ricky
- Frédéric Ruiz : Oncle Zack
- Clara Quilichini : Jade
- Xavier Fagnon : Alex
- Emmanuel Curtil : Patchi
- Boris Rehlinger : Roch
- Elisabeth Ventura : Juniper

Source V. F. AlloDoublage

### Voix québécoises
- Marguerite D'Amour : Jade
- Olivier Visentin : Alex
- Gabriel Lessard : Patchi
- Lou-Pascal Tremblay : Ricky
- Eloisa Cervantes : Juniper
- Jean-François Beaupré : Scowler
- Patrick Chouinard : Oncle Zack

Source V. Q. : Doublage Québec